# Bartelt Immer
Bartelt Immer (* 3 november 1956 te Emden) is een Oost-Friese orgelbouwer, die zich onderscheidde met de restauratie van historische orgels en zich tegenwoordig eveneens verdienstelijk maakt als bouwer van nieuwe orgels. Immer ontwikkelde nieuwe technieken in de tractuur en de windverzorging van het instrument. Hij deed wetenschappelijk onderzoek naar de invloed van de dikte van de pijpen op de klank, om door de manipulatie van het materiaal een intensivering van de klank te bereiken. Naast orgels restaureert Immer eveneens historische toetsinstrumenten zoals harmonia en piano's.

## Leven
Immer stamt uit een oud hervormd predikantengeslacht uit Emden. In de periode 1978-1981 ging hij in de leer bij de orgelbouwer Gerald Woehl te Marburg en van 1985 tot 1990 werkte hij samen met andere collega's in de Krummhörner Orgelwerkstatt te Greetsiel. In 1991 richtte hij zijn eigen bedrijf op, die is gevestigd in Norden-Süderneuland.

## Werk
Het accent in zijn werk ligt op de restauratie van historische orgels, echter Immer heeft ook nieuwere instrumenten gerenoveerd. Hij is vooral werkzaam in het orgellandschap van Oost-Friesland. Op de Canarische Eilanden restaureerde hij een aantal orgels, waaronder drie Engelse orgels en enkele Noord-Duitse instrumenten. Het oudste is een tafelorgel uit het begin van de 17e eeuw. Bovendien ontwikkelde Immer technieken, zoals een nieuwe soort windlade of een cembalo-mechaniek voor het positief, waarbij de ventielen boven liggen. Daarnaast restaureerde Immer harmonia en piano's.